# 7894 Роджер
7894 Роджер (7894 Rogers) — астероїд головного поясу, відкритий 6 грудня 1994 року.
Тіссеранів параметр щодо Юпітера — 3,377.